# 1772 aux échecs
| Années des échecs : 1769 - 1770 - 1771 - 1772 - 1773 - 1774 - 1775    |
| Décennies des échecs : 1740 - 1750 - 1760 - 1770 - 1780 - 1790 - 1800 |

Cet article présente les faits marquants de l'année 1772 aux échecs.

## Naissances
- Johann Nepomuk Maelzel, un des propriétaires du Turc mécanique.
- Jacob Sarratt, un joueur anglais.